# Caiophora coronata
Caiophora coronata är en brännreveväxtart som först beskrevs av John Gillies och George Arnott Walker Arnott, och fick sitt nu gällande namn av William Jackson Hooker och Arnott. Caiophora coronata ingår i släktet Caiophora och familjen brännreveväxter. Inga underarter finns listade i Catalogue of Life.